# Elecciones presidenciales de Trinidad y Tobago de 2013
Las elecciones presidenciales de Trinidad y Tobago de 2013 se llevaron a cabo el 15 de febrero de 2013. Se realizarán de forma indirecta, el candidato a elegir por el colegio electoral es el juez Anthony Thomas Aquinas Carmona.
El 5 de febrero de 2013, el Colegio Electoral de Trinidad y Tobago confirmó que fue recibida la nominación del juez Anthony Thomas Aquinas Carmona y que de acuerdo con la Sección 26 de la Constitución de Trinidad y Tobago se sesionará en el Parlamento de Trinidad y Tobago el 15 de febrero para la elección de Presidente de Trinidad y Tobago. Pese a las preocupaciones sobre la elegibilidad de Anthony Thomas Aquinas Carmona, la primera ministra, Kamla Persad-Bissessar manifestó estar de acuerdo en elegirlo como próximo presidente del país.

## Resultados
El Parlamento de Trinidad y Tobago convertido en un colegio electoral eligió por unanimidad de votos como presidente a Anthony Thomas Aquinas Carmona.